# العلاقات العراقية الغابونية
العلاقات العراقية الغابونية هي العلاقات الثنائية التي تجمع بين العراق والغابون.

## مقارنة بين البلدين
هذه مقارنة عامة ومرجعية للدولتين:
| وجه المقارنة                                              | العراق                       | الغابون                        |
| --------------------------------------------------------- | ---------------------------- | ------------------------------ |
| المساحة (كم2)                                             | 437.07 ألف                   | 267.67 ألف                     |
| عدد السكان (نسمة)                                         | 38.27 مليون                  | 2.03 مليون                     |
| الكثافة السكانية (ن./كم²)                                 | 87.56                        | 7.58                           |
| العاصمة                                                   | بغداد                        | ليبرفيل                        |
| اللغة الرسمية                                             | اللغة العربية، اللغة الكردية | لغة فرنسية                     |
| العملة                                                    | دينار عراقي                  | فرنك وسط أفريقي                |
| الناتج المحلي الإجمالي (بليون دولار)                      | 197.72 مليار                 | 14.62 مليار                    |
| الناتج المحلي الإجمالي (تعادل القوة الشرائية) بليون دولار | 560.73 مليار                 | 34.65 مليار                    |
| الناتج المحلي الإجمالي الاسمي للفرد دولار أمريكي          | 4.94 ألف                     | 8.27 ألف                       |
| الناتج المحلي الإجمالي للفرد دولار أمريكي                 | 15.06 ألف                    | 19.43 ألف                      |
| مؤشر التنمية البشرية                                      | 0.654                        | 0.684                          |
| رمز المكالمات الدولي                                      | +964                         | +241                           |
| رمز الإنترنت                                              | .iq                          | .ga                            |
| المنطقة الزمنية                                           | ت ع م+03:00، ت ع م+04:00     | ت ع م+01:00، توقيت غرب أفريقيا |

## منظمات دولية مشتركة
يشترك البلدان في عضوية مجموعة من المنظمات الدولية، منها:
| علم المنظمة | اسم المنظمة                        | تاريخ انضمام العراق | تاريخ انضمام الغابون |
| ----------- | ---------------------------------- | ------------------- | -------------------- |
|             | يونسكو                             | 21 أكتوبر 1948      | 16 نوفمبر 1960       |
|             | مؤسسة التمويل الدولية              | 27 ديسمبر 1956      | 20 أكتوبر 1970       |
|             | منظمة التعاون الإسلامي             | ?                   | ?                    |
|             | منظمة حظر الأسلحة الكيميائية       | ?                   | ?                    |
|             | مؤسسة التنمية الدولية              | 29 ديسمبر 1960      | 4 نوفمبر 1963        |
|             | وكالة ضمان الاستثمار متعدد الأطراف | 6 أكتوبر 2008       | 26 مارس 2003         |
|             | الاتحاد البريدي العالمي            | ?                   | ?                    |
|             | منظمة الشرطة الجنائية الدولية      | ?                   | ?                    |
|             | الأمم المتحدة                      | 21 ديسمبر 1945      | 20 سبتمبر 1960       |
|             | الاتحاد الدولي للاتصالات           | 12 نوفمبر 1928      | 28 ديسمبر 1960       |
|             | البنك الدولي للإنشاء والتعمير      | 27 ديسمبر 1945      | 10 سبتمبر 1963       |

## وصلات خارجية
- موقع وزارة الخارجية العراقية